# P7zip
p7zip ist eine Portierung der Kommandozeilenwerkzeuge des freien 7-Zip-Archivprogrammes (7z, 7za) für POSIX-Plattformen.
Es bietet unter Linux als einziges Programm eine vollständige Unterstützung des 7z-Archivformates, das für die hohen Packraten des damit eingeführten Lempel-Ziv-Markow-Datenkompressionsalgorithmus bekannt wurde.
Mit PeaZip existiert eine plattformunabhängige grafische Benutzeroberfläche für p7zip. Daneben dient p7zip auch oft als Unterbau für die 7z-Unterstützung in anderen grafischen Werkzeugen.
Zusammen mit lzip und den XZ Utils ist es die erste und bislang einzige Implementierung von LZMA unter Linux.
Das p7zip-Projekt bietet auch eine Java-Version (J7Zip) und eine Java-Portierung des LZMA-Decoders des LZMA SDK.